# Liste des choix de repêchages des Rockies du Colorado
Cette liste contient tous les joueurs de hockey sur glace ayant été repêchés par les Rockies du Colorado, ancienne franchise de la Ligue nationale de hockey. Les joueurs listés ci-dessus n'ont pas obligatoirement joué un match sous le maillot de l'équipe.
Elle regroupe les joueurs depuis le Repêchage de 1976 organisé par la LNH en 1975-1976, jusqu’au Repêchage de 1981. Avant de venir dans le Colorado, la franchise évoluait sous le nom des Scouts de Kansas City. À partir de la saison 1981-1982, la franchise est relocalisée dans le New Jersey, sous le nom des Devils du New Jersey,. Les joueurs sont classés par année de repêchage. Les deux premières colonnes donnent le rang et le tour duquel le joueur a été repêché suivis de son nom, de sa nationalité et de sa position de jeu.

## Les repêchages amateurs

### 1977
| No  | Tour | Nom          | Nationalité | Position      |
| --- | ---- | ------------ | ----------- | ------------- |
| 2   | 1er  | Barry Beck   | Canada      | Défenseur     |
| 38  | 3e   | Doug Berry   | Canada      | Centre        |
| 47  | 3e   | Randy Pierce | Canada      | Ailier droit  |
| 74  | 5e   | Mike Dwyer   | Canada      | Ailier gauche |
| 92  | 6e   | Daniel Lempe | États-Unis  | Centre        |
| 110 | 7e   | Rick Doyle   | Canada      | Centre        |
| 126 | 8e   | Joe Contini  | Canada      | Centre        |
| 142 | 9e   | Jack Hughes  | États-Unis  | Défenseur     |

### 1978
| No  | Tour | Nom               | Nationalité | Position       |
| --- | ---- | ----------------- | ----------- | -------------- |
| 5   | 1er  | Mike Gillis       | Canada      | Ailier gauche  |
| 27  | 2e   | Merlin Malinowski | Canada      | Centre         |
| 41  | 3e   | Paul Messier      | Angleterre  | Centre         |
| 58  | 4e   | David Watson      | Canada      | Ailier gauche  |
| 73  | 5e   | Tim Thomlinson    | Canada      | Gardien de but |
| 74  | 5e   | Rodney Guimont    | Canada      | Ailier droit   |
| 91  | 6e   | John Hynes        | États-Unis  | Gardien de but |
| 108 | 7e   | Andy Clark        | Canada      | Défenseur      |
| 125 | 8e   | John Olver        | Canada      | Ailier droit   |
| 142 | 9e   | Kevin Krook       | Canada      | Défenseur      |
| 159 | 10e  | Jeff Jensen       | États-Unis  | Ailier gauche  |
| 174 | 11e  | Bo Ericsson       | Suède       | Défenseur      |
| 190 | 12e  | Jari Viitala      | Finlande    | Centre         |
| 204 | 13e  | Ulf Zetterström   | Suède       | Centre         |

## Les repêchages d'entrée
| Sommaire                                   |
| Repêchages amateurs : 1977 \| 1978         |
| Repêchages d'entrée : 1979 \| 1980 \| 1981 |
| Références                                 |

### 1979
| No  | Tour | Nom          | Nationalité | Position     |
| --- | ---- | ------------ | ----------- | ------------ |
| 1   | 1er  | Rob Ramage   | Canada      | Défenseur    |
| 64  | 4e   | Steve Peters | Canada      | Centre       |
| 85  | 5e   | Gary Dillon  | Canada      | Centre       |
| 106 | 6e   | Bob Attwell  | États-Unis  | Ailier droit |

### 1980
| No  | Tour | Nom                | Nationalité | Position       |
| --- | ---- | ------------------ | ----------- | -------------- |
| 19  | 1er  | Paul Gagné         | Canada      | Ailier gauche  |
| 22  | 2e   | Joseph Ward        | Canada      | Centre         |
| 64  | 4e   | Richard Laferriere | Canada      | Gardien de but |
| 85  | 5e   | Ed Cooper          | Canada      | Ailier gauche  |
| 106 | 6e   | Aaron Broten       | États-Unis  | Centre         |
| 127 | 6e   | Dan Fascinato      | Canada      | Défenseur      |
| 148 | 8e   | Andre Hidi         | Canada      | Ailier gauche  |
| 169 | 8e   | Shawn MacKenzie    | Canada      | Gardien de but |
| 190 | 10e  | Robert Jansch      | Canada      | Ailier droit   |

### 1981
| No  | Tour | Nom               | Nationalité | Position      |
| --- | ---- | ----------------- | ----------- | ------------- |
| 5   | 1er  | Joe Cirella       | Canada      | Défenseur     |
| 26  | 2e   | Richard Chernomaz | Canada      | Ailier droit  |
| 48  | 3e   | Uli Hiemer        | Allemagne   | Défenseur     |
| 66  | 4e   | Gus Greco         | Canada      | Ailier gauche |
| 87  | 5e   | Douglas Speck     | Canada      | Défenseur     |
| 108 | 6e   | Bruce Driver      | Canada      | Défenseur     |
| 129 | 7e   | Jeff Larmer       | Canada      | Ailier gauche |
| 150 | 8e   | Tony Arima        | Finlande    | Ailier droit  |
| 171 | 9e   | Tim Army          | États-Unis  | Centre        |
| 192 | 10e  | John Johannson    | États-Unis  | Centre        |